# Giera
Giera (en hongrois : Gyér, en allemand : Gier) est une commune du județ de Timiș en Roumanie.